# 日本漫畫家協會獎
日本漫畫家協會獎是社團法人日本漫畫家協會為了提升日本漫畫界的發展及表彰優秀作品，而於1972年創立的漫畫獎。
這個獎項的特點是不論專業、業餘、國籍、年齡、性別，純粹以使用不同手法所創作並發表的各類型漫畫作品為對象，並經由10至12位評選委員嚴格考核，從而選出在一年中的優秀作品。評選委員包括漫畫家、漫畫評論家及漫畫關係者。
起初，此獎項只設立了大獎、優秀獎及特別獎。其後，在1990年協會應文部省（現時為文部科學省）的請求，增設文部大臣獎（現時為文部科學大臣獎）並直至現時，2001年起，大賞分為漫畫部門及單格部門。此外，獲獎者所得的獎金是從協會會員的會費中撥出的。

## 得獎名單

### 20世紀
| 屆數 （年份）     | 獎項           | 獲獎作品                             | 作者                                           |
| ----------------- | -------------- | ------------------------------------ | ---------------------------------------------- |
| 第1屆 （1972年）  | 大獎           | 動物漫畫百科                         | 吉富康夫                                       |
| 第1屆 （1972年）  | 獎勵獎         |                                      | 佐川美代太郎                                   |
| 第1屆 （1972年）  | 努力獎         | 日本現人人喰魚                       | 木曽秀夫辰巳嘉裕                               |
| 第2屆 （1973年）  | 大獎           | 宇宙船                               | 畑田國男                                       |
| 第2屆 （1973年）  | 優秀獎         | ミ哆啦A夢                            | 大島弓子中島弘二針藤子不二雄牧野圭一           |
| 第3屆 （1974年）  | 大獎           | 元禄遊女伝                           | 矢野徳                                         |
| 第3屆 （1974年）  | 特別獎         | 風俗絵巻                             | 遠藤健郎                                       |
| 第3屆 （1974年）  | 優秀獎         | 緋紋の女                             | クミタ・リュウ永島慎二伊東章夫牧野和子牧美也子 |
| 第4屆 （1975年）  | 大獎           | 浜昼顔                               |                                                |
| 第4屆 （1975年）  | 優秀獎         | つる姫じゃ〜っ!                      | 土田芳子                                       |
| 第4屆 （1975年）  | 努力獎         |                                      | 平野勲                                         |
| 第4屆 （1975年）  | 特別優秀獎     | 怪醫黑傑克                           | 手塚治虫                                       |
| 第5屆 （1976年）  | 大獎           |                                      | 矢口高雄                                       |
| 第5屆 （1976年）  | 優秀獎         | 出発進行彩                           | 泉昭二津雲睦美                                 |
| 第5屆 （1976年）  | 特別獎         | 京都精華短期大学美術科作品集         | 不適用                                         |
| 第6屆 （1977年）  | 大獎           |                                      | 山村輝夫                                       |
| 第6屆 （1977年）  | 優秀獎         | 小さな恋のものがたり                 | 三橋千禾子                                     |
| 第6屆 （1977年）  | 特別獎         | のたり松太郎がんばれゴンベ           | 千葉徹彌園山俊二                               |
| 第7屆 （1978年）  | 大獎           | 動物系列                             | 田村久子                                       |
| 第7屆 （1978年）  | 優秀獎         | 田園                                 | 島充近藤幸二                                   |
| 第7屆 （1978年）  | 特別獎         | 一連のSF漫画シリーズ                 | 松本零士                                       |
| 第7屆 （1978年）  | 新人獎         |                                      | 臂美恵                                         |
| 第8屆 （1979年）  | 大獎           | 百馬鹿                               | 横山隆一                                       |
| 第8屆 （1979年）  | 優秀獎         |                                      | 中沢武子立入晴子山根青鬼                       |
| 第9屆 （1980年）  | 大獎           | 不適用                               | 不適用                                         |
| 第9屆 （1980年）  | 優秀獎         | 奥田怜子個展作品奧爾佛士之窗         | 大西奥田怜子池田理代子                         |
| 第9屆 （1980年）  | 評選委員特別獎 | 世界                                 | 松尾文雄                                       |
| 第10屆 （1981年） | 大獎           | 不適用                               | 不適用                                         |
| 第10屆 （1981年） | 優秀獎         | 迷子AQUARIUM・X…水族館・X            | 日暮修一畑中純大友克洋千葉督太郎森本清彦       |
| 第11屆 （1982年） | 大獎           | 不適用                               | 不適用                                         |
| 第11屆 （1982年） | 優秀獎         | 絶対安全剃刀                         | 高野文子前川森田拳次新里堅進                   |
| 第11屆 （1982年） | 評選委員特別獎 |                                      | 寺田                                           |
| 第12屆 （1983年） | 大獎           |                                      |                                                |
| 第12屆 （1983年） | 優秀獎         |                                      | ・山田五十嵐三喜夫鮎沢                         |
| 第12屆 （1983年） | 理事長獎       | 不沈漫画艦                           | 猪俣昭良                                       |
| 第13屆 （1984年） | 大獎           | 症候群                               | 西村晃一                                       |
| 第13屆 （1984年） | 優秀獎         | 合葬速水空漫畫集                     | 杉浦日向子速水空                               |
| 第13屆 （1984年） | 評選委員特別獎 | 日本旅行                             | 秋玲二                                         |
| 第14屆 （1985年） | 大獎           | 改田昌直世界                         | 改田昌直                                       |
| 第14屆 （1985年） | 優秀獎         | 希臘神話ENBANUSAGI                   | 嶌峰麻利子足立紀史                             |
| 第14屆 （1985年） | 評選委員特別獎 | 面影の女                             | 杉浦幸雄                                       |
| 第15屆 （1986年） | 大獎           | 一朗忍者考                           | 富永一朗                                       |
| 第15屆 （1986年） | 優秀獎         | 餃子読本                             | 近藤洋子秋山孝山崎克己                         |
| 第15屆 （1986年） | 評選委員特別獎 | 近代漫画の調査・研究による長年の功績 | 清水勳                                         |
| 第16屆 （1987年） | 大獎           | 裏町                                 | 滝田                                           |
| 第16屆 （1987年） | 優秀獎         | 駄菓子屋風鳥神話聖14                 | 関根義人岩本久則渡邊多惠子                     |
| 第16屆 （1987年） | 評選委員特別獎 | 漫画家生活50年の業績に対して         | 那須良輔                                       |
| 第17屆 （1988年） | 大獎           | 漫畫日本經濟入門                     | 石之森章太郎                                   |
| 第17屆 （1988年） | 優秀獎         |                                      | 武田秀雄山根赤鬼                               |
| 第17屆 （1988年） | 評選委員特別獎 | 福祉                                 | 秋竜山                                         |
| 第18屆 （1989年） | 大獎           | 不適用                               | 不適用                                         |
| 第18屆 （1989年） | 優秀獎         |                                      | 上田俊子北見花村榮子安藤勇寿                   |
| 第18屆 （1989年） | 評選委員特別獎 | 鄭辛遙漫畫選                         | 鄭辛遙                                         |
| 第19屆 （1990年） | 大獎           | 麵包超人                             | 柳瀨嵩                                         |
| 第19屆 （1990年） | 優秀獎         | HATCATBUT                            | 笹谷七重深野正士安彦良和                       |
| 第19屆 （1990年） | 文部大臣獎     |                                      | 手塚治虫                                       |
| 第20屆 （1991年） | 大獎           | CARTOONCOLLECTION                    | FECONIPPON                                     |
| 第20屆 （1991年） | 優秀獎         | 三國志東周英雄伝                     | 青池保子野崎慎一郎横山光輝鄭問                 |
| 第20屆 （1991年） | 評選委員特別獎 |                                      | 榎苑                                           |
| 第20屆 （1991年） | 文部大臣獎     | 海螺小姐                             | 長谷川町子                                     |
| 第21屆 （1992年） | 大獎           | 極楽町一丁目                         | 二階堂正宏                                     |
| 第21屆 （1992年） | 優秀獎         | 、異界録政治漫畫                     | 曾根富美子森下裕美諸星大二郎山田紳             |
| 第21屆 （1992年） | 評選委員特別獎 | 細道                                 | 志村つね平                                     |
| 第21屆 （1992年） | 文部大臣獎     |                                      | 横山隆一                                       |
| 第22屆 （1993年） | 大獎           | 、怪!快?                             | 勝                                             |
| 第22屆 （1993年） | 優秀獎         |                                      | 関川夏央／谷口ジロー津雲睦美                   |
| 第22屆 （1993年） | 評選委員特別獎 |                                      | 峯島正行                                       |
| 第22屆 （1993年） | 文部大臣獎     | 一連の作品                           | 馬場                                           |
| 第23屆 （1994年） | 大獎           | 風之谷                               | 宮崎駿                                         |
| 第23屆 （1994年） | 優秀獎         | 緋紅稜線                             | 笠松洋香取正樹佐伯佳代乃                       |
| 第23屆 （1994年） | 特別獎         | Qman九州漫畫家協會結成45周年記念     | 九州漫畫家協會                                 |
| 第23屆 （1994年） | 文部大臣獎     | 哆啦A夢                              | 藤子·F·不二雄                                  |
| 第24屆 （1995年） | 大獎           | 漫畫『』展                           | 小澤一雄                                       |
| 第24屆 （1995年） | 優秀獎         | 玻璃假面                             | 田中智海美內鈴惠山本                           |
| 第24屆 （1995年） | 評選委員特別獎 |                                      | 長井勝一                                       |
| 第24屆 （1995年） | 文部大臣獎     |                                      |                                                |
| 第25屆 （1996年） | 大獎           | 不適用                               | 不適用                                         |
| 第25屆 （1996年） | 優秀獎         |                                      | 坂口尚坂井橋本勝森雅之                         |
| 第25屆 （1996年） | 評選委員特別獎 | 箱絵                                 | 泉                                             |
| 第25屆 （1996年） | 文部大臣獎     | 『鬼太郎』系列的妖怪漫畫             | 水木茂                                         |
| 第26屆 （1997年） | 大獎           | 玉手箱                               |                                                |
| 第26屆 （1997年） | 優秀獎         | 越後屋小判                           | 河原崎弘司奈知未佐子                           |
| 第26屆 （1997年） | 評選委員特別獎 |                                      | 青木久利                                       |
| 第26屆 （1997年） | 文部大臣獎     | 全作品                               | 赤塚不二夫                                     |
| 第27屆 （1998年） | 大獎           | 不適用                               | 不適用                                         |
| 第27屆 （1998年） | 優秀獎         | 怪奇版畫男                           | 唐沢鈴木太郎森栗丸                             |
| 第27屆 （1998年） | 特別獎         | 錦子の世界                           | 大山錦子                                       |
| 第27屆 （1998年） | 文部大臣獎     | 全作品                               | 石之森章太郎                                   |
| 第28屆 （1999年） | 大獎           |                                      | 佐川美代太郎                                   |
| 第28屆 （1999年） | 優秀獎         | 人小鬼大、烏龍課長                   | 植田正志魔夜峰央西澤勇司                       |
| 第28屆 （1999年） | 特別獎         |                                      | 漫画家の絵本の会                               |
| 第28屆 （1999年） | 評選委員特別獎 |                                      | 根本進                                         |
| 第28屆 （1999年） | 文部大臣獎     | 君                                   | 加藤芳郎                                       |
| 第29屆 （2000年） | 大獎           | 不適用                               | 不適用                                         |
| 第29屆 （2000年） | 優秀獎         | 君越後荒川堂夜話                     | 西村宗石坂和道杉本昭義                         |
| 第29屆 （2000年） | 評選委員特別獎 |                                      | 田河水泡島田啓三                               |
| 第29屆 （2000年） | 文部大臣獎     | 一連の作品                           | 小島功                                         |

### 21世紀
| 屆數 （年份）     | 獎項           | 獲獎作品                                 | 作者                                    |
| ----------------- | -------------- | ---------------------------------------- | --------------------------------------- |
| 第30屆 （2001年） | 大獎           | 君烏龍派出所                             | 東海林秋本治                            |
| 第30屆 （2001年） | 特別獎         | GOGO Monster                             | 松本大洋                                |
| 第30屆 （2001年） | 文部大臣獎     | 全作品                                   |                                         |
| 第31屆 （2002年） | 大獎           | 骷髏13                                   | 齊藤隆夫鈴木義司                        |
| 第31屆 （2002年） | 特別獎         |                                          | 木村忠夫                                |
| 第31屆 （2002年） | 新人獎         | 仕事神戸在住                             | 東和弘木村紺                            |
| 第31屆 （2002年） | 文部大臣獎     | 全作品                                   | 渡邊雅子                                |
| 第32屆 （2003年） | 大獎           | 黄昏流星群一連の作品                     | 弘兼憲史                                |
| 第32屆 （2003年） | 優秀獎         | Cartoon2003                              | 菊池正文                                |
| 第32屆 （2003年） | 特別獎         | その業績                                 | 森熊猛                                  |
| 第32屆 （2003年） | 文部科學大臣獎 | 全作品                                   | 上田俊子                                |
| 第33屆 （2004年） | 大獎           | 醫界風雲                                 | 佃公彦佐藤秀峰                          |
| 第33屆 （2004年） | 特別獎         | 奧之細道                                 | 大和                                    |
| 第33屆 （2004年） | 文部科學大臣獎 | 全作品                                   | 横山光輝                                |
| 第34屆 （2005年） | 大獎           | 失踪日記                                 | 我的八月十五日之會吾妻日出夫            |
| 第34屆 （2005年） | 特別獎         | 復刻版画業半世紀一峰大二大全集           | 大坂一峰大二                            |
| 第34屆 （2005年） | 文部科學大臣獎 | 全作品                                   | 藤子不二雄Ⓐ                             |
| 第35屆 （2006年） | 大獎           |                                          | 勝又進秋竜山                            |
| 第35屆 （2006年） | 特別獎         | 2005JAPON                                | JAPON編集部                             |
| 第35屆 （2006年） | 文部科學大臣獎 | 全作品及文化活動                         | 里中满智子                              |
| 第36屆 （2007年） | 大獎           | 神聖喜劇                                 | 大西巨人、、岩田和博砂川                |
| 第36屆 （2007年） | 優秀獎         |                                          | 土山                                    |
| 第36屆 （2007年） | 特別獎         | 2007 mamechan calendar                   | 埼玉市立漫畫會館                        |
| 第36屆 （2007年） | 文部科學大臣獎 | 全作品                                   | 水島新司                                |
| 第37屆 （2008年） | 大獎           | 20世紀少年、21世紀少年                   | 浦澤直樹南汎子                          |
| 第37屆 （2008年） | 優秀獎         | 妖精國的騎士                             | 中山星香                                |
| 第37屆 （2008年） | 特別獎         |                                          | 中野晴行橋爪                            |
| 第37屆 （2008年） | 文部科學大臣獎 |                                          | 成瀬國晴                                |
| 第38屆 （2009年） | 大獎           | 鎌倉政治漫畫                             | 西岸良平所                              |
| 第38屆 （2009年） | 優秀獎         |                                          | 五十嵐大介                              |
| 第38屆 （2009年） | 特別獎         | 『懐かしの昭和30年代色紙画展』展示作品   | 士                                      |
| 第38屆 （2009年） | 文部科學大臣獎 | 全作品                                   | 北見                                    |
| 第39屆 （2010年） | 大獎           | 深夜食堂TWILIGHT HOSPITAL 院内感染笑候群 | 安倍夜郎鮎沢                            |
| 第39屆 （2010年） | 優秀獎         | 壬生義士伝                               | 永安巧                                  |
| 第39屆 （2010年） | 特別獎         | 全業績                                   | 山根青鬼                                |
| 第39屆 （2010年） | 文部科學大臣獎 | 全作品                                   | 水野英子                                |
| 第40屆 （2011年） | 大獎           | 看護工向前衝                             | 草花里樹                                |
| 第40屆 （2011年） | 特別獎         |                                          | 高知縣                                  |
| 第40屆 （2011年） | 参議院議長獎   | 每日媽媽                                 | 西原理恵子                              |
| 第40屆 （2011年） | 文部科學大臣獎 | 全作品                                   | 萩尾望都                                |
| 第41屆 （2012年） | 大獎           | ONE PIECE                                | 尾田榮一郎横山                          |
| 第41屆 （2012年） | 特別獎         |                                          | 京都國際漫畫博物館                      |
| 第41屆 （2012年） | 文部科學大臣獎 |                                          | 竹宮惠子                                |
| 第42屆 （2013年） | 大獎           | 內衣教父                                 | 新田龍雄                                |
| 第42屆 （2013年） | 優秀獎         |                                          | 松田洋子岡野雄一                        |
| 第42屆 （2013年） | 特別獎         |                                          | 山本鉄拳                                |
| 第42屆 （2013年） | 文部科學大臣獎 |                                          | 平田弘史                                |
| 第43屆 （2014年） | 大獎           | 鹹蛋丫頭Two Faces                        | 室山真弓小河原智子                      |
| 第43屆 （2014年） | 優秀獎         | 再見!                                    | 村上紀香                                |
| 第43屆 （2014年） | 特別獎         |                                          |                                         |
| 第43屆 （2014年） | 文部科學大臣獎 |                                          | 森田拳次                                |
| 第44屆 （2015年） | 大獎           | 、                                       | OZAWA YUKI今日町子                      |
| 第44屆 （2015年） | 優秀獎         | 日和                                     | 木南精示                                |
| 第44屆 （2015年） | 特別獎         | 全作品                                   | 和田誠                                  |
| 第44屆 （2015年） | 文部科學大臣獎 |                                          | 三橋千禾子                              |
| 第45屆 （2016年） | 大獎           | 鼻紙写楽西瓜皮先生                       | 一ノ関圭植田正志                        |
| 第45屆 （2016年） | 優秀獎         |                                          | 五十嵐三喜夫                            |
| 第45屆 （2016年） | 特別獎         | ７R他全作品                              | 望月三起也                              |
| 第45屆 （2016年） | 文部科學大臣獎 | 全作品                                   | 秋竜山                                  |
| 第46屆 （2017年） | 大獎           |                                          | 柘植義春久里洋二                        |
| 第46屆 （2017年） | 優秀獎         |                                          | 武田一義                                |
| 第46屆 （2017年） | 特別獎         |                                          | サトウ サンペイ                         |
| 第46屆 （2017年） | 文部科學大臣獎 | 不適用                                   | 不適用                                  |
| 第47屆（2018年）  | 大獎           | 諸星大二郎劇場                           | 諸星大二郎                              |
| 第47屆（2018年）  | 優秀獎         | 弟之夫                                   | 田龜源五郎                              |
| 第47屆（2018年）  | 特別賞         | 日本漫画展                               | 日本漫画の会                            |
| 第47屆（2018年）  | 文部科學大臣獎 | 全部作品                                 | 永井豪                                  |
| 第48屆（2019年）  | 大獎           | あれよ星屑                               | 山田参助                                |
| 第48屆（2019年）  | 優秀獎         | 夕暮れへ                                 | 齋藤薺                                  |
| 第48屆（2019年）  | 特別賞         | 櫻桃小丸子及其他全部作品                 | 櫻桃子                                  |
| 第48屆（2019年）  | 文部科學大臣獎 | 全部作品                                 | 吉元男爵                                |
| 第49屆（2020年）  | 漫畫部門大獎   | 風雲児たち                               | みなもと太郎                            |
| 第49屆（2020年）  | 卡通部門大獎   | 風刺漫画／政治漫画                       | 佐藤正明                                |
| 第49屆（2020年）  | 特別賞         | コミックマーケット準備会                 |                                         |
| 第49屆（2020年）  | 文部科學大臣獎 | 魯邦三世                                 | 加藤一彥                                |
| 第50屆（2021年）  | 漫畫部門大獎   | 鬼滅之刃                                 | 吾峠呼世晴                              |
| 第50屆（2021年）  | 卡通部門大獎   | NEW NORMAL！                             | ジョルジュ・ピロシキ                    |
| 第50屆（2021年）  | 漫畫王國鳥取賞 | 戰爭沒有女人的臉                         | 原作:斯維拉娜·亞歷塞維奇 漫畫：小梅京人 |
| 第50屆（2021年）  | 漫畫王國土佐賞 | EYEMASK                                  |                                         |
| 第50屆（2021年）  | 文部科學大臣獎 | 起き上がりこぼしプロジェクト             |                                         |

## 外部連結
- 日本漫畫家協會官方網站 （页面存档备份，存于）
- 日本漫畫家協會獎介紹頁 （页面存档备份，存于）
- 日本漫畫家協會獎－歴屆獲獎者 （页面存档备份，存于）